# Astrolabio

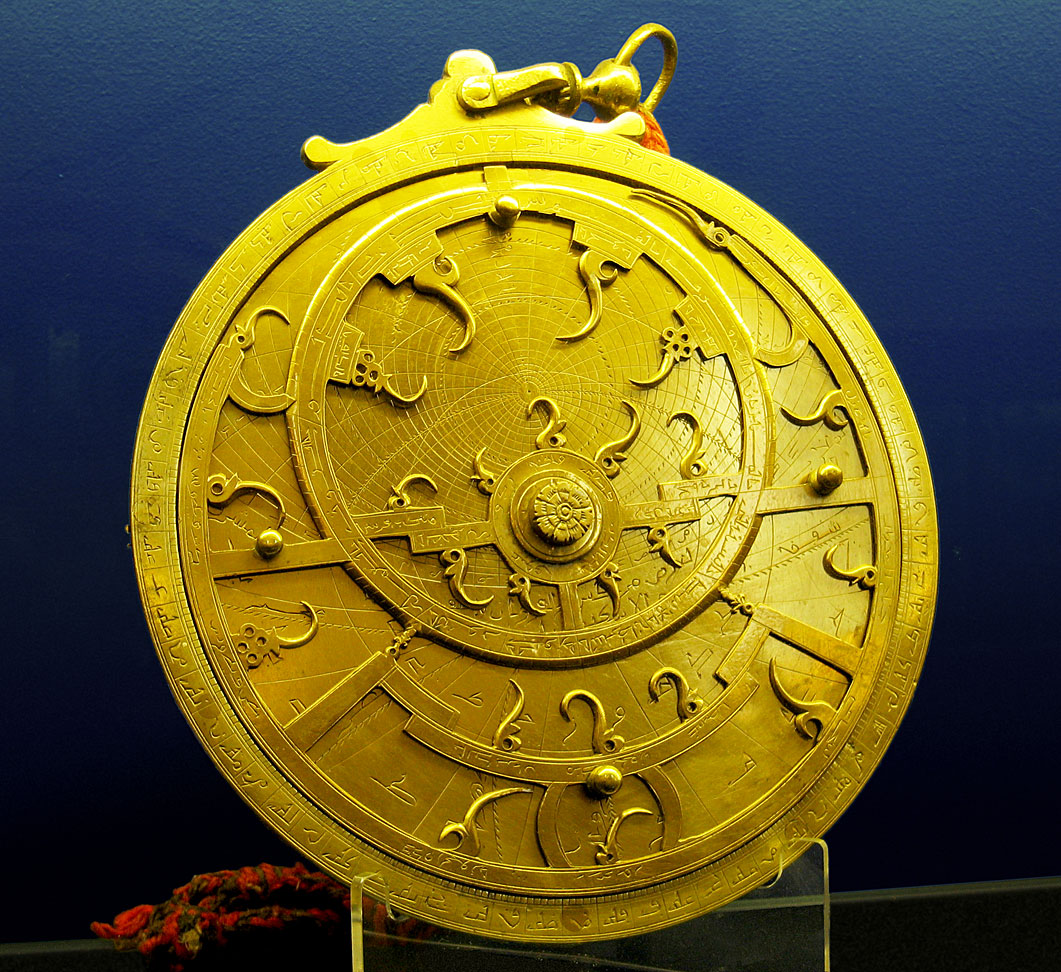
Astrolabio persiano del XVIII secolo. Museo Whipple di storia della scienza, Cambridge

L'astrolabio è uno strumento astronomico tramite il quale è possibile localizzare o calcolare la posizione del Sole e le stelle, legata al giorno dell'anno e all'ora, per una data latitudine.

## Etimologia
Il nome deriva dal tardo greco antico (Tolomeo) αστρολάβος (astrolàbos), poi greco bizantino (Simplicio, Sinesio) αστρολάβιον (astrolábion), però indirettamente, dal latino medievale astrolabium, attraverso l'arabo asṭurlāb o aṣṭurlāb. A sua volta, "astrolàbos" o "astrolàbion" vengono dal sostantivo greco ἀστήρ «astèr» («astro, stella») e dal verbo greco λαμβάνω «lambàno» («prendo, afferro»).

## Composizione e utilizzo

### Parti di un astrolabio

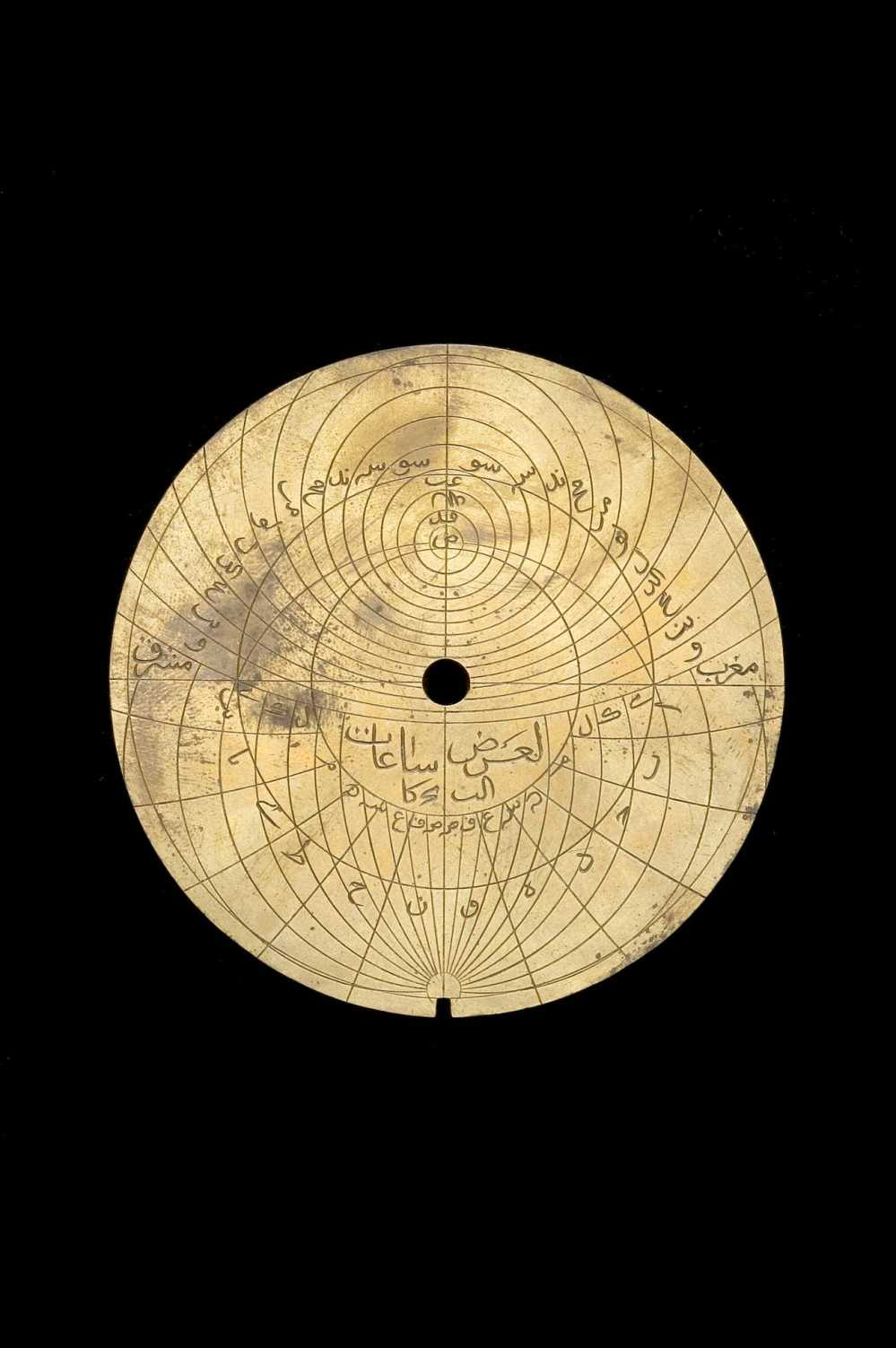
«Timpano» di un astrolabio con la proiezione stereografica dei tropici e dell'equatore, dei paralleli celesti e delle ore temporarie. Mancano le linee azimutali.

Un astrolabio è formato da diverse parti:
- un supporto circolare chiamato «madre», dotato di un anello che serve a sostenere l'astrolabio e di un bordo graduato in maniera simile a un goniometro. La madre è scavata al centro, in modo da poter ospitare le altre parti dell'astrolabio;
- un braccio rotante, detto «alidada», fissato sulla parte posteriore della madre, dotato di traguardi per misurare l'altezza delle stelle o del Sole;
- una o più lamine, dette «timpani», alloggiate all'interno della madre su cui è incisa la proiezione di punti della sfera celeste a una determinata latitudine (il timpano si cambia a seconda della latitudine più prossima a quella dell'osservatore);
- la «rete», una struttura turnicante, a volte complessa e finemente decorata, che si sovrappone al timpano e indica, tramite le punte o «fiamme» la posizione di particolari stelle fisse ben note. Il numero e le stelle scelte variano da modello a modello, solitamente sono presenti dalle 20 alle 30 «fiamme»;
- un regolo, un braccio rotante disposto sulla parte anteriore dell'astrolabio.

### Cosa è un astrolabio
Un astrolabio è un modello bidimensionale della sfera celeste, ovvero di quella sfera di raggio arbitrario su cui è utile immaginare collocate le stelle fisse e il Sole, connesso con una rappresentazione bidimensionale del punto di vista terreno di un osservatore posto a una determinata latitudine.
La parte celeste dello strumento è rappresentata tramite la «rete», che include una circonferenza che raffigura l'eclittica, il luogo dei punti percorsi dal Sole nello zodiaco, e una serie di «fiamme» che indicano la posizione delle stelle nel cielo. La circonferenza dell'eclittica è eccentrica rispetto alla madre, ed è suddivisa nei 12 segni dello Zodiaco, ciascuno suddiviso in 30°: lo scopo di questa suddivisione è indicare la posizione del Sole nel cielo nel corso dell'anno. La rete è lavorata a traforo, e dunque le sue varie parti sono fisse, ma poiché le posizioni relative delle stelle rispetto all'eclittica cambiano molto lentamente col tempo, a causa del fenomeno noto come precessione degli equinozi, è possibile datare la rete in base alla posizione relativa delle stelle che raffigura. La rete è costruita in modo da poter ruotare intorno al centro della madre, e questa rotazione rappresenta la rotazione della sfera celeste nel corso della giornata (una rotazione completa della rete rappresenta la rotazione della sfera celeste nel corso delle 24 ore della giornata).
La parte terrena dello strumento è rappresentata tramite il «timpano», su cui è incisa la proiezione stereografica (calcolata per una data latitudine) del Tropico del Capricorno (il bordo esterno del timpano), dell'Equatore terrestre (che tocca l'eclittica in corrispondenza degli equinozi), e del Tropico del Cancro (la più piccola circonferenza che tocca all'eclittica); sono poi tracciati i paralleli a latitudini regolari, che convergono in un punto che rappresenta lo zenit nel luogo in cui si trova l'osservatore, e spesso anche le linee azimutali. Completano il tracciato del timpano una serie di linee nella parte inferiore che rappresentano le ore temporarie (ore antiche), una linea orizzontale che indica l'orizzonte locale e una linea verticale che indica il meridiano locale.
La parte posteriore della madre ospita l'alidada, che può essere ruotata su di una scala graduata, simile a un goniometro. Sospendendo l'astrolabio e ruotando l'alidada è possibile traguardare una stella o il Sole e leggere poi l'altezza dell'astro sulla scala graduata. Questa altezza può essere riportata sull'altra faccia della madre ruotando la rete finché la fiamma corrispondente a quella stella non tocca la curva corrispondente all'altezza voluta sul timpano.
Ruotando la rete sul timpano appropriato per la latitudine dell'osservatore, è possibile determinare la posizione dei corpi celesti (Sole e stelle fisse) in diversi giorni dell'anno e a diverse ore del giorno; grazie a questa relazione, conoscendo due delle tre informazioni – ora, giorno e posizione di una stella o del Sole nel cielo – è possibile calcolare la terza:
- conoscendo giorno e ora: si trova la posizione del sole corrispondente al giorno corrente sull'eclittica, si ruota il regolo fino a farlo corrispondere al giorno corrente, poi si ruotano rete e regolo fino ad allineare il regolo con l'ora corrente sul bordo della madre, e sulla parte del timpano superiore all'orizzonte sono visibili le stelle e il Sole nella loro posizione nel cielo in quel giorno a quell'ora;
- conoscendo giorno e altezza di un astro: si trova la posizione del sole corrispondente al giorno corrente sull'eclittica, si ruota il regolo fino a farlo corrispondere al giorno corrente, poi si ruotano rete e regolo fino ad allineare la fiamma dell'astro con l'altezza voluta incisa sul timpano, e si legge l'ora corrente con la posizione del regolo sulla scala graduata delle ore sul bordo della madre;
- conoscendo ora e altezza di un astro: si ruota la rete fino ad allineare la fiamma dell'astro con l'altezza voluta incisa sul timpano, si ruota il regolo fino a farlo corrispondere con l'ora corrente sul bordo della madre e si legge il giorno corrente andando a guardare l'intersezione del regolo con l'eclittica.

## Storia

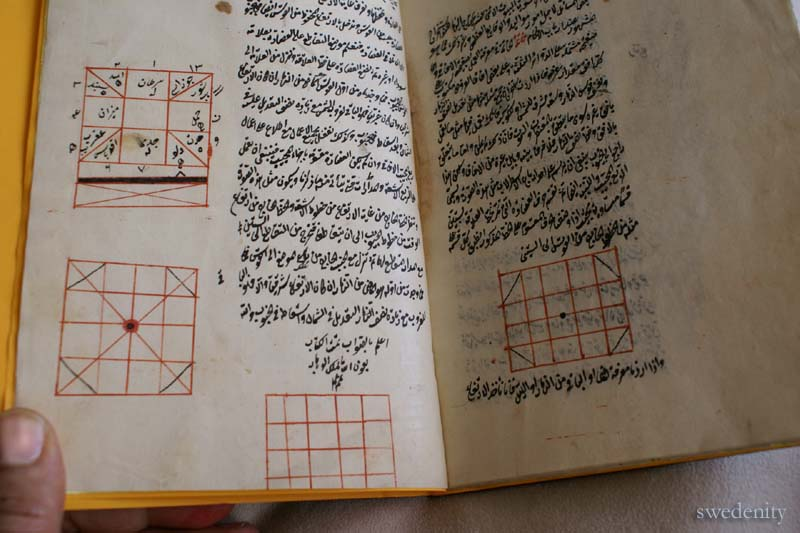
Pagina del manoscritto al-Risāla al-asṭurlābiyya (Lettera sull'astrolabio) dello scienziato persiano musulmano Nasir al-Din Tusi (XIII secolo)

L'invenzione dell'astrolabio è talvolta ricondotta a Ipparco di Nicea (II secolo a.C.), uno dei massimi astronomi della storia, in quanto egli conosceva il principio della proiezione stereografica che è alla base dell'astrolabio; Ipparco adoperò infatti questa particolare proiezione per costruire l'orologio anaforico, un dispositivo che indicava l'ora e le posizioni degli astri rispetto a una rete di coordinate. Anche Claudio Tolomeo conosceva la proiezione stereografica e nel Planisfero ne espose l'applicazione in uno «strumento oroscopico», munito di una «rete», ma non si trattava di un astrolabio, bensì di una sfera armillare.
L'inventore dell'astrolabio è stato identificato invece con il matematico Teone di Alessandria, vissuto nel IV secolo, che compose un trattato ora perduto su quello che all'epoca si chiamava «piccolo astrolabio» per distinguerlo dal «grande astrolabio», la sfera armillare. Lo strumento era noto alla figlia di Teone, la matematica, astronoma e filosofa Ipazia, il cui discepolo Sinesio di Cirene costruì un astrolabio e ne fece dono ad un amico, accompagnandolo ad un trattato andato anch'esso perduto.
Il più antico trattato sull'astrolabio che si sia conservato è opera di Giovanni Filopono, scienziato e filosofo del VI secolo, anch'egli di scuola alessandrina. Il secondo più antico trattato conservatosi fu composto in lingua siriaca da Severo Sebokht, nel VII secolo. Da un'analisi comparata dei trattati di Filopono e di Sebokth è possibile comprendere come fossero derivati dal trattato di Teone.

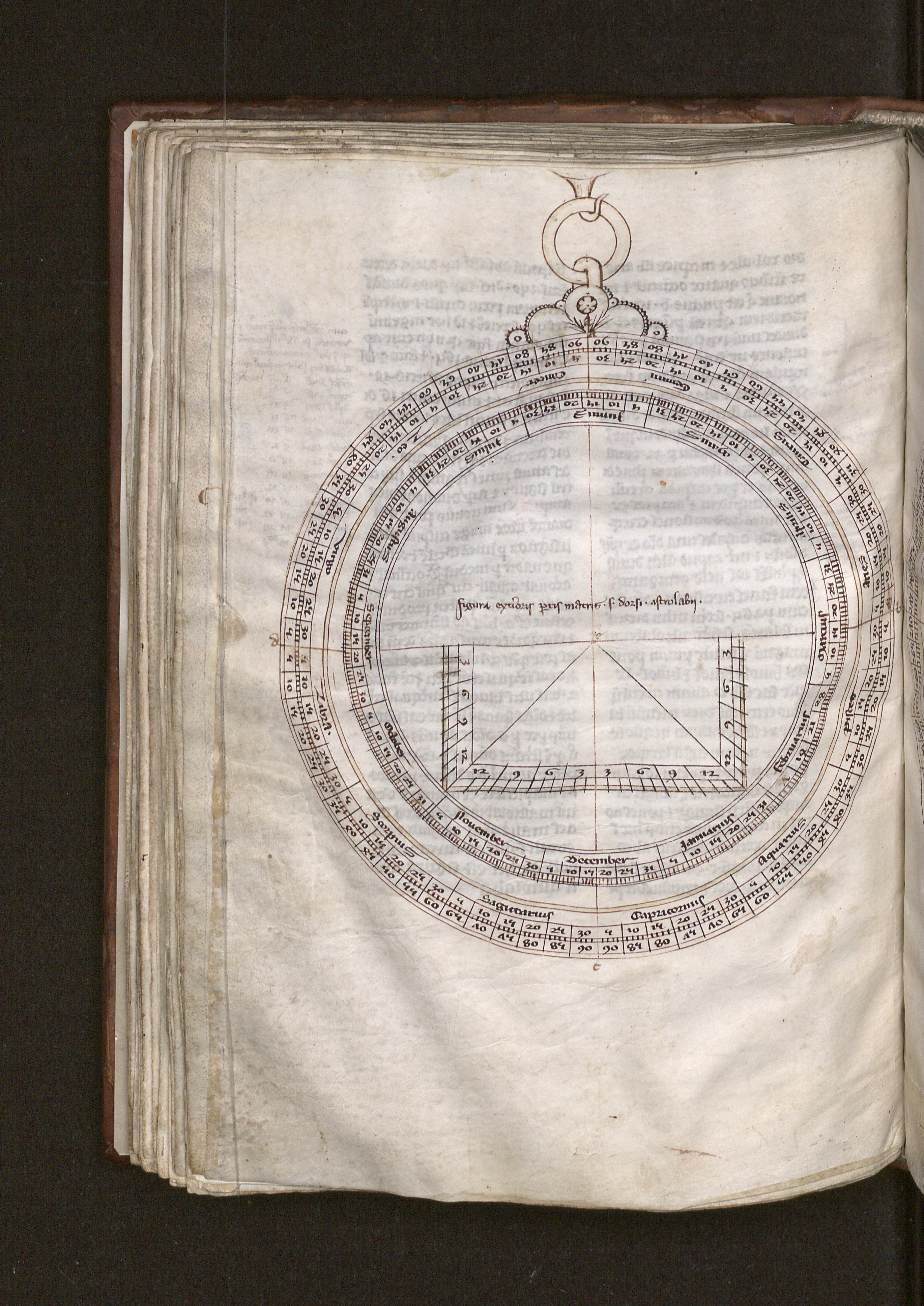
Astrolabio di Masha'allah ibn Athari (Public Library Bruges, Ms. 522)

A metà dell'VIII secolo gli Arabi giunsero in Siria settentrionale e qui, ad Harran entrarono in contatto con i primi astrolabi; la civiltà islamica adottò questo strumento in quanto forniva risposte alle esigenze della nuova religione, con la necessità di determinare con precisione i momenti di preghiera nel corso della giornata, e lo sviluppò a partire dalle basi greche dello strumento stesso. Sebbene l'astrolabio fosse comunque diffuso nell'Occidente greco e latino, gli strumenti islamici (magrebini, arabi e persiani) rimasero i più avanzati tecnologicamente fino a tutto il XV secolo. A studiosi arabi sono dovuti trattati sulla costruzione e l'uso degli astrolabi, come quello dell'astronomo magrebino Abu Ali Hasan al-Marrakushi, ed evoluzioni tecnologiche come l'astrolabio sferico e varie forme di astrolabio universale. All'interno del mondo islamico si svilupparono diverse scuole regionali della costruzione degli astrolabi.
Le basi teoriche matematiche furono gettate dall'astronomo mandeo Muḥammad ibn Jābir al-Ḥarrānī al-Battānī (Albatenius nelle fonti latine) nel suo trattato Kitāb al-zīj (c. 920 d.C.), che fu tradotto in latino da Plato Tiburtinus (De Motu Stellarum). Il più antico astrolabio in nostro possesso è datato 315 del Calendario islamico (ossia 927–28). Nel mondo islamico, astrolabi furono fabbricati per calcolare il tempo dell'alba o del tramonto delle cosiddette "stelle fisse", al fine di poter eseguire appropriatamente le preghiere canoniche della giornata. Nel X secolo, al-Sufi fu il primo a descrivere più di 1000 differenti usi dell'astrolabio: astronomia, astrologia, navigazione, mappatura, calcolo del tempo, momenti di elezione della ṣalāt (awqāt), individuazione della corretta qibla, e altro ancora.

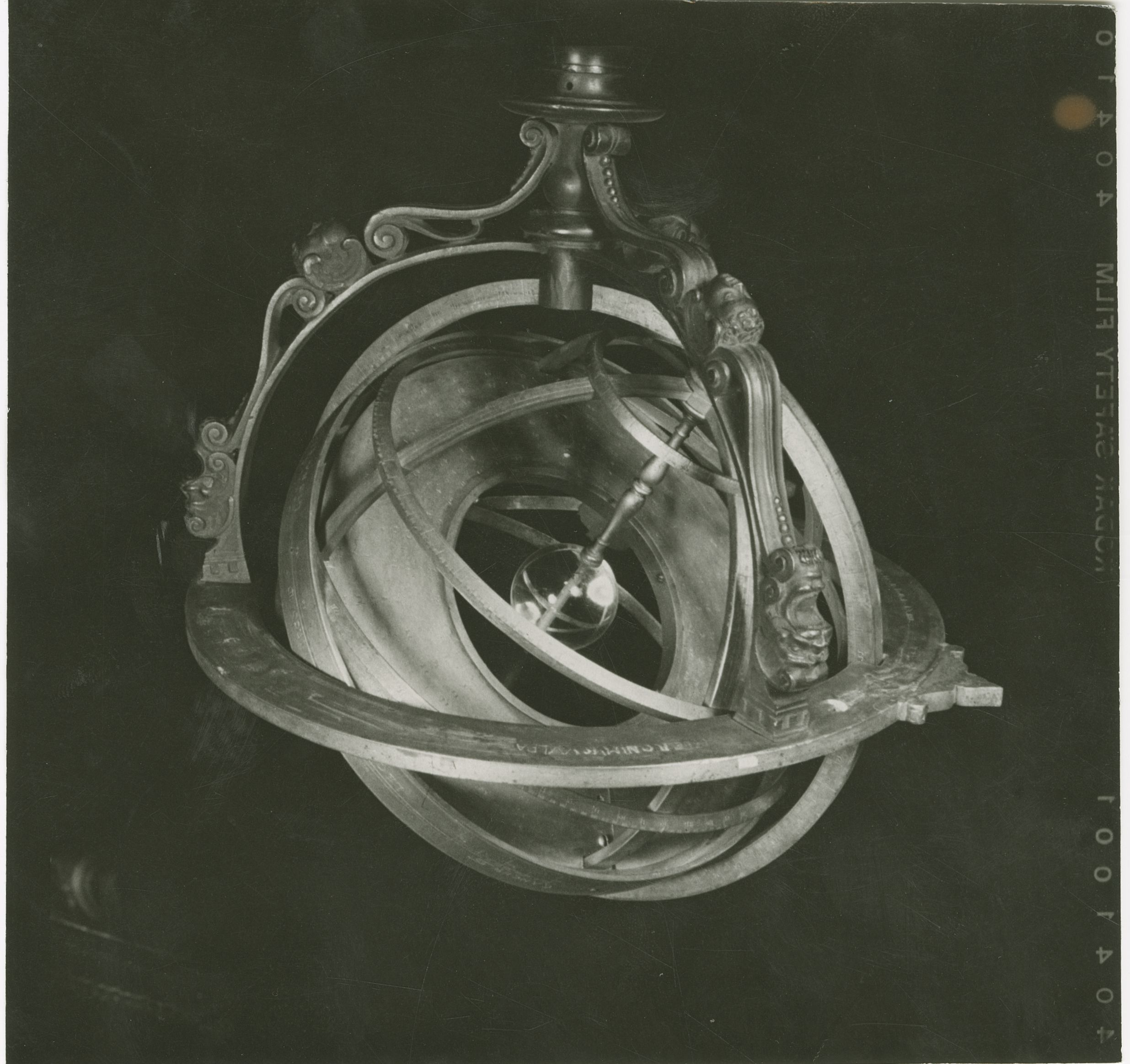
Astrolabio del XV secolo.

Gli astrolabi furono introdotti nell'Europa latina nell'XI secolo, grazie al contatto con i regni musulmani della penisola iberica. A partire dal XIII secolo si svilupparono delle scuole regionali di costruzione degli astrolabi anche in Europa, e nel XVI secolo gli astrolabi più avanzati tecnologicamente furono quelli prodotti in Europa, piuttosto che quelli prodotti nei paesi islamici. Nel XVII secolo gli europei iniziarono ad abbandonare gli astrolabi, preferendo sviluppare strumenti come il telescopio, mentre nei paesi musulmani si continuarono a produrre astrolabi fino al XIX secolo, malgrado la stagnazione tecnologica e scientifica di questo strumento.